# Phlegra certa
Phlegra certa är en spindelart som beskrevs av Wesolowska, Haddad 2009. Phlegra certa ingår i släktet Phlegra och familjen hoppspindlar. Inga underarter finns listade i Catalogue of Life.